# María Collado Romero
María Collado Romero (Cimmarones, 19 de março de 1885 — Diez de Octubre, c. 1968) foi uma jornalista, poetisa e feminista cubana. Ela foi a primeira repórter mulher e primeira repórter parlamentar em Cuba. Collado foi a criadora e presidente do Partido Democrata Sufragista de Cuba.

## Biografia
María Josefa de la Santísima Trinidad Collado Romero nasceu no centro de Cimmarones (hoje município Carlos Rojas) na província de Matanzas, que antes fazia parte da província de Havana. Ela fazia parte de uma família de classe alta.

## Primeiras publicações
Iniciou a carreira no jornalismo em 1913, mas encontrou dificuldades devido ao machismo que prevalecia na época. Ela publicou seus primeiros artigos sobre os direitos das mulheres na revista Protectora de la Mujer. Em 1920 ela foi nomeada diretora de publicidade do Clube de Mulheres.
Em 1924, a presidente do Partido Sufragista Nacional, Amalia Mallén, nomeou Collado sua vice-presidente. Posteriormente, devido a divergências quanto à posição do partido em relação ao presidente Gerardo Machado, Collado saiu para formar seu próprio Partido Democrático Sufragista, do qual foi a primeira presidente.
Mais tarde, ela foi editora da página feminina da revista La Discusión. Ela também trabalhou no La Noche como repórter parlamentar e repórter no Palácio Presidencial. Colaborou nos jornais Heraldo Liberal e La Tarde e na revista Bohemia. Escreveu artigos para o El Diario de la Marina e para o jornal Diez de Octubre, órgão da Associação de Comerciantes do município Diez de Octubre.[carece de fontes?] Ela trabalhou no RHC-Cadena Azul News e no 1010 News. Ela fundou o noticiário CMBY.
Em 1932, Collado fundou e editou a revista La Mujer, que esteve ativa até 1942. Isso a tornou a publicação feminista mais antiga da Cuba pré-revolucionária.
Ela contribuiu para vários jornais e revistas em Havana. Recebeu duas vezes o prêmio Enrique José Varona, e também os prêmios Álvaro Reynoso e Víctor Muñoz.
Trabalhou nos telejornais Radio Continental, Patria Nueva (1917-1918), Cuba Nueva e La Lucha, sob os pseudônimos Orquídea, Margarita del Campo e Margarita Silvestre.[carece de fontes?]
Durante grande parte de sua vida Collado viveu em Diez de Octubre, na rua Lacret, entre as ruas San Francisco e Centurión.
A pedido dela, o governo de Grau mudou o nome da Rua Chaple para General Lacret, em homenagem àquele ilustre mambí. Um monumento a ele também foi erguido em Lacret e Vía Blanca.

## Feminismo
Collado era conhecida como uma feminista tenaz. Na revista Protectora de Mujeres defendeu a criação de leis de proteção à mulher, com inúmeros artigos publicados na imprensa nacional e internacional. Ela lutou vigorosamente pela igualdade das mulheres, defendendo seu direito de voto. Ela participou ativamente do Clube de Mulheres de Cuba.
Ela trabalhou muito em favor das mulheres trabalhadoras rurais. Em 1922 deu início à criação da Escola Agrícola Feminina, que mais tarde se tornou a Escola Rosalía Abreu. Ela lutou pelo direito das mulheres de trabalhar no comércio. Para tanto, tornou-se inspetora voluntária e, posteriormente, foi a primeira pessoa a ser designada inspetora comercial oficial.[carece de fontes?]
O conflito entre María Collado (líder das sufragistas) e Pilar Morlon (líder das feministas) foi usado pela imprensa conservadora para argumentar que as mulheres ainda não estavam prontas para se tornarem cidadãs e votar.

## Repórter parlamentar
María Collado trabalhou como repórter parlamentar em várias rádios e mídia impressa durante boa parte do período neocolonial da República.
Em 1940, no governo do ditador Fulgencio Batista, Collado foi banida do grupo de jornalistas que cobriam notícias do Palácio do Planalto. Entre 1944 e 1948, durante a presidência de Ramón Grau, o porta-voz do Palácio do Planalto negou seu credenciamento. Em sua reclamação, ela explicou que a discriminação se devia ao "fato de eu ser mulher, e talvez uma mulher decente". Em outra ocasião, o Ministro de Obras Públicas convidou repórteres a visitarem locais específicos de seu setor, mas quando María Collado se preparava para pegar o veículo para deixar o ministério, ele a bloqueou, dizendo: “Esta viagem não é para mulheres”.
Certa vez, foi feito um convite a jornalistas para cobrir um almoço do Senado, mas Collado foi excluída. No dia seguinte pediu uma explicação e o jornalista Cabús, diretor do Diario de Sesiones del Senado, disse-lhe que tinha sido uma festa relaxante à qual as mulheres não podiam comparecer e que ela devia perceber que as mulheres no jornalismo atrapalhavam e eram um desastre.
Ela apoiou a Lei da Cadeira (em castelhano:  Ley de la Silla), que forçava as empresas a deixarem cadeiras de descanso para seus trabalhadores sentarem, com as mulheres incluídas. Ela também apresentou um pedido de fechamento de empresas ao meio-dia para os funcionários almoçarem.
Ela aconselhou muitas mulheres que começaram no jornalismo antes da criação da escola Manuel Márquez Sterling. Sua revista La Mujer (Havana) ajudou a preparar muitas jovens jornalistas da década de 1930.
Collado ganhou os prêmios de jornalismo Varona e Víctor Muñoz. No final da Revolução Cubana, María Collado se aposentou do jornalismo, mas ela ainda se juntou à Federação das Mulheres Cubanas (em castelhano:  Federación de Mujeres Cubanas; FMC), fundada em 1960 como parte do Partido Comunista de Cuba, onde testemunhou a plena incorporação das mulheres à sociedade pela qual lutou por toda a vida.[carece de fontes?]

## Morte
Ela morreu no município Diez de Octubre na segunda metade dos anos 1960.